# Entocolax schiemenzi
Entocolax schiemenzi is een slakkensoort uit de familie van de Eulimidae. De wetenschappelijke naam van de soort is voor het eerst geldig gepubliceerd in 1901 door Voigt.